# Шиме (сирене)
 Тази статия е за сиренето Шиме.  За бирата със същата марка вижте Шиме (бира).  
Шиме (на френски: Fromage Abbaye de Chimay) е белгийско сирене от краве мляко.
Сиренето се прави от монасите в траписткото абатство Скурмон ("Abbaye Notre-Dame de Scourmont") в селището Forges, сега част от гр.Шиме, окръг Тюен, провинция Ено, Югозападна Белгия. Абатството е част от Ордена на цистерцианците на строгото спазване.
Производството на сирене започва през 1876 г. Днес в абатството се произвеждат следните сирена:
- Chimay Grand Classique – полутвърдо пресовано сирене, с вътрешност с кремообразна текстура.
- Chimay à la Bière – уникално сирене; корато му се измива с трапистка бира "Chimay", което придава на сиренето аромати на хмел, кайсия и праскова.
- Chimay Grand Cru – прави се от пастьоризирано мляко, има сладък вкус, срок на зреене – шест седмици.
- Vieux Chimay – твърдо пресовано сирене, направено от сурово пълномаслено мляко; срок на зреенене минимум осем месеца, отличава се с аромат на лешници и лека горчивина.
- Le Poteaupré – сирене с кремообразна текстура и розова кора, зрее пет седмици, отличава се с пикантен аромат.

Сиренето се продава с марката "Chimay" и носи логото "Автентичен трапистки продукт" на „Международната трапистка асоциация“ (ITA), което гарантира, че продуктът е произведен в трапистко абатство от или под контрола на монасите.